# زیگمونت وروبلوسکی
زیگمونت وروبلوسکی (۲۸ اکتبر سال ۱۸۴۵ – ۱۶ مارس ۱۸۸۸) شیمی فیزیک‌دان اهل لهستان بود.

## زندگی
وروبلوسکی در گرودنو (امپراتوری روسیه در حال حاضر در بلاروس) زاده شد. تحصیلاتش را در دانشگاه ملی تاراس شفچنکو کی‌یف گذراند. پس از شش سال تبعید برای شرکت در قیام ژانویه ۱۸۶۳ در برابر امپراتوری روسیه برای ادامه تحصیل به برلین و هایدلبرگ رفت و دکترایش را در سال ۱۸۷۶ از دانشگاه لودویگ ماکسیمیلیان مونیخ دریافت کرد و به عنوان دستیار استاد در دانشگاه استراسبورگ مشغول به کار شد.
هنگام مطالعه اسید کربنیک، هیدرات CO2 را کشف کرد. وی این یافته را در سال ۱۸۸۲ گزارش داد.
در سال ۱۸۸۸، هنگام مطالعه خصوصیات فیزیکی هیدروژن، توسط چراغ نفتی دچار سوختگی شدید شد و در بیمارستان کراکوو درگذشت.

## یادداشت
1. ↑  S. Wroblewski (1882 a), "On the combination of carbonic acid and water" (به فرانسوی), Acad. Sci. Paris, Comptes rendus, 94, pp. 212–213.
2. ↑  S. Wroblewski (1882 b), "On the composition of the hydrate of carbonic acid" (in French), Acad. Sci. Paris, ibid., pp. 954–958.
3. ↑  S. Wroblewski (1882 c), "On the laws of solubility of carbonic acid in water at high pressures" (به فرانسوی), Acad. Sci. Paris, ibid., pp. 1355–1357.